# Gakou Fatou Niang
Pour les articles homonymes, voir Niang.
Gakou Fatou Niang, née le 19 mai 1938 à Koulikoro, est une femme politique malienne. Elle a notamment été ministre de l'Information et des Télécommunications de 1980 à 1988.

## Biographie
Gakou Fatou Niang a étudié les lettres à l'université de Dakar, obtenu une licences en lettres et en anglais à l'université Panthéon-Sorbonne et un diplôme en littérature anglo-irlandaise à l'université de Dublin. Elle travaille comme chercheuse dans différents projets liés à la pédagogie et à l'éducation. 
Elle est ministre de l'Information et des Télécommunications du 2 août 1980 au 6 juin 1988.
De 1988 à 1991, elle est conseillère technique chargée de l'Éducation à la Présidence de la République et vice-présidente du Conseil économique et social. Elle officie ensuite à la Direction nationale de l’Enseignement secondaire général chargée des statistiques scolaires, de mars 1991 à 1997.